# Ромащенко Людмила Іванівна
Ромащенко Людмила Іванівна (нар. 5 серпня 1959, смт Квасилів, Рівненської області) — український літературознавець, критик, перекладач, доктор філологічних наук, професор.

## Освіта, службова кар'єра
Закінчила із золотою медаллю Черкаську середню школу № 20 та з відзнакою філологічний факультет Черкаського державного педагогічного інституту (1981). Працювала вчителем української мови і літератури в Черкаській середній школі № 9. Протягом 1989—1992 рр. перебувала в аспірантурі при кафедрі української літератури Черкаського державного педагогічного інституту, а після її закінчення (1992) захистила дисертацію на здобуття наукового ступеня кандидата філологічних наук. Докторську дисертацію захистила у 2006 р. Від 1989 р. й донині працює в Черкаському національному університеті ім. Б. Хмельницького на посадах викладача, доцента, професора кафедри української літератури та компаративістики.

## Наукові досягнення
Серед наукових пріоритетів — історія української (а також польської, білоруської, російської) літератури, методика її викладання, компаративістика, літературне краєзнавство, фольклористика, культурологія, соціологія.
Автор монографії й понад 350 статей, опублікованих в авторитетних наукових виданнях України, Польщі, Чехії, Росії, Литви, Латвії, Естонії, Білорусі, Азербайджану, Казахстану, Грузії, Австрії, Німеччини, Румунії. Член редколегії низки вітчизняних, а також зарубіжних видань (міжнародний альманах «Литературные знакомства», «Nowa Polityka Wschodnia» (Польща), «Славянские чтения» (Латвія). Взяла участь у роботі понад 200 наукових форумів різного рівня, переважно міжнародного та національного.
Член спеціалізованої вченої ради із захисту кандидатських і докторських дисертацій Д 73.053.03. (Черкаський національний університет ім. Б. Хмельницького).

## Нагороди
- 2005 р. — стипендіат Kasy im. Józefa Mianowskiego
- 2005 р. — стипендіат Міжнародної фундації im. Zigmunda Zaleskiego.
- 2017 р. — Почесна грамота Черкаської обласної державної адміністрації

## Основні праці
- Жанрово-стильовий розвиток сучасної української історичної прози: основні напрями художнього руху: монографія. — Черкаси, 2003. — 388с.
- Минуле — урок для сучасності, проекція на майбутнє (Роздуми над новим романом Л. Костенко «Берестечко») // Українська література в загальноосвітній школі. — 2000. — № 5 — С. 44– 0.
- Польська думка про Мазепу // Українська мова й література в середніх школах, гімназіях, ліцеях та колегіумах. — 2002. № 2 — С. 192—197.
- Жанрово-стилевой синкретизм как отличительная черта современной исторической прозы // Взаимодействие литератур в мировом литературном процессе: Проблемы теоретической и исторической поэтики: материалы международной научной конференции: в 2 ч.. — Гродно, 2003. — Ч. 1. — С. 197—202.
- Українсько-польське минуле: погляд істориків та письменників (за романом М. Голубця «Жовті Води») // Ukraina. Między językiem a kultura. — Kraków: Poligrafia Inspektoratu Towarzystwa Salezjanskiego, 2003. — S. 397—403.
- Роман «Мазепа» Тадеуша Булгаріна як один із перших зразків російського історичного роману // Warszawskie Zeszyty Ukrainoznawcze, 21–22. — Warszawa, 2006. — S. 300—308.
- Украинская историческая проза с точки зрения современности и тенденции развития мирового литературного процесса // Humanitar elmlэrin oyrэnilmэsinin actual problemleri. — Baki, 2008. — C. 185—192.
- Образ украинского гетмана Ивана Мазепы в системе архетипных образов (на материале польской мазепианы) // Tożsamość na styku kultur. — Wilno, 2008. — S. 263—278.
- Паремиологическая ономастика в контексте различных этнокультур // Parémie národů slovanských IV. — Ostrava, 2008. — S. 201—206 (у співавт.).
- Еволюція сучасної української історичної прози: на шляху до модернізму і постмодернізму// Ze studiów nad literaturami i językami wshodniosłowiańskimi. — Zielona Góra, 2008. — S.137-144.
- Теодор Томаш Єж і його роман «З бурхливої хвилі»: повернення із забуття // Київські полоністичні студії. — К., 2010. — Т. XVI. — С. 211—224.
- Диалог культур: балтийские мотивы в творчестве украинских писателей-шестидесятников // Meninis tekstas: Suvokimas. Analizė. Interpretacija. — Vilnius, 2010. — S. 210—217.
- Николай Гоголь в культурном контексте эпохи // Studia Rossica Poznaniensia. — Zeszyt XXXVI. Redaktor naczelny Jerzy Kaliszan. — Poznań, 2011. — S. 239—247.
- Творчество Олеся Гончара в контексте украинско-чешско-словацких литературных взаимосвязей// Studia Slavica XIV. Uniwersytet Opolski — Ostravska Univerzita. — Opole, 2010. — S. 63–71.
- Польский мир К. Паустовского (детали польського быта в повести «Далекие годы». — Poetik des Alltags. Russiscbe Literatur im. 18–21. Jabrbundert. — München, 2014. — S. 273—281.
- Фольклорно-библейская символика в произведениях И. Шмелева и символическая парадигма украинской прозы ХХ века // Ruussischsprachge schriftsteller in der heutigen welt. Русскоязычные писатели в современном мире. — Wien, 2014. — S.25–29.
- Гуманизация культурного пространства как необходимое условие гармоничного развития современного общества// Материалы I Международного Гуманитарного форума «Национальная идея — „Мәңгілік ел“: проблемы формирования культурного капитала». — Алматы, 2014. — С.61–65.
- Творческие взаимоотношения Владимира Короткевича и Романа Иванычука в контексте украинско-белорусских связей// Slāvu lasījumi. Славянские чтения. — Daugavpils, 2014. — S. 214—225.
- Роман Владислава Бахревського «Люба Украина. Долгий путь к себе» в контексті творів про Хмельниччину // Літературний процес: методологія, імена, тенденції: зб. наук. пр. (філол. науки). — Київ, 2016. — № 7. — С. 44–52.
- Запах ландыша // Литературные знакомства. — 2014. — № 4. — С. 150—154; Запах ландыша // Литературный интернет-журнал Казахстана. –http:// www.litkazakhstan.kz/publ/10-1-0-526

## Перекладацька діяльність

### З польської
- Залеська М. Незгода королевичів // Відродження. — 1998. — № 6. — С. 24–26.
- Залеський Ю. Б. Думка Мазепи. // Українська мова й література в середніх школах, гімназіях, ліцеях та колегіумах. — 2002. — № 2 — С. 197—198.